# Taeniopteryx nivalis
Taeniopteryx nivalis är en bäcksländeart som beskrevs av Fitch 1847. Taeniopteryx nivalis ingår i släktet Taeniopteryx och familjen vingbandbäcksländor. Inga underarter finns listade i Catalogue of Life.

## Bildgalleri

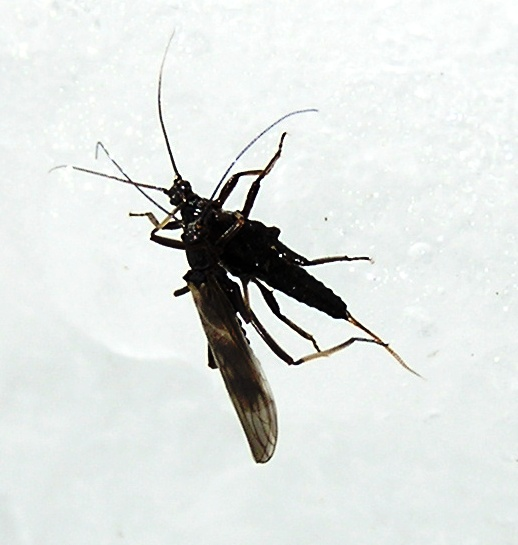